# Nordchinesische Ebene

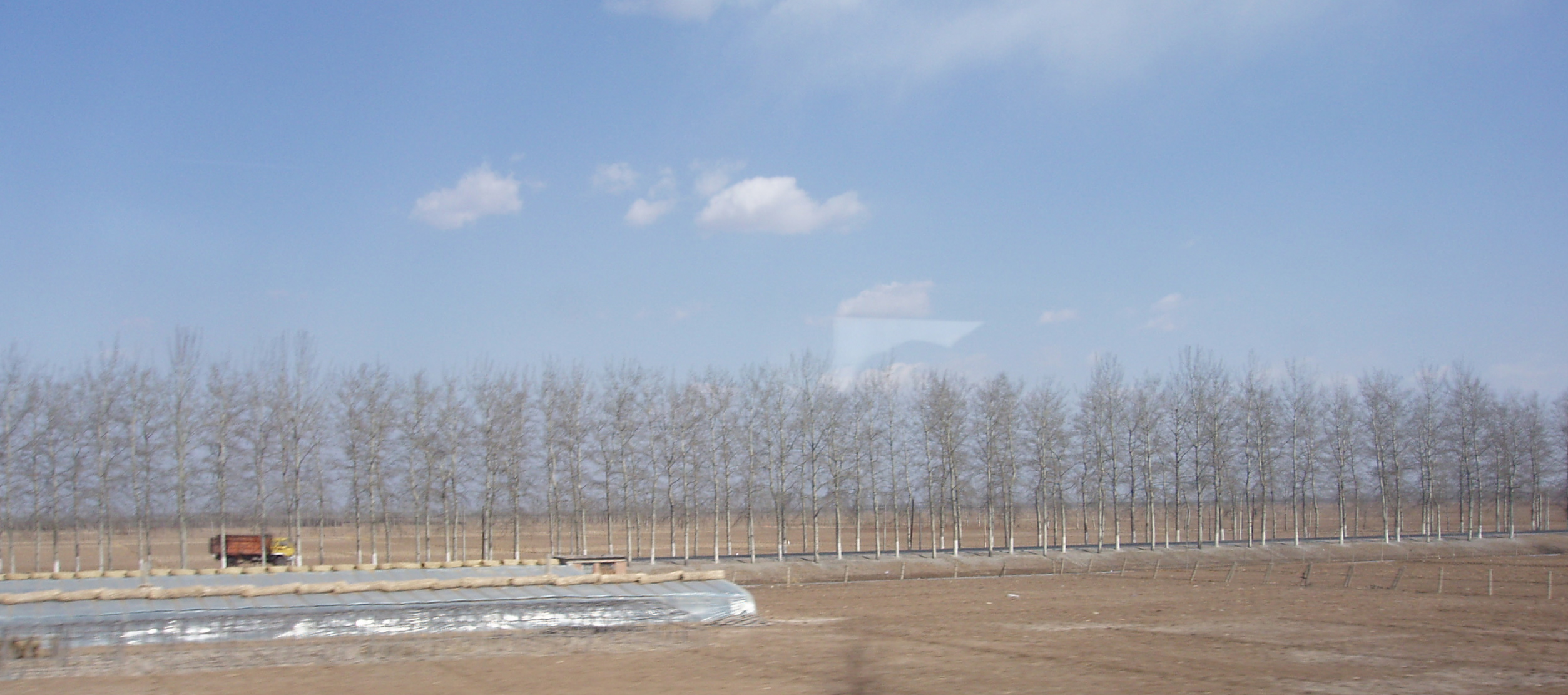
Die Nordchinesische Ebene im Winter

Die Nordchinesische Ebene bzw. das Nordchinesische Tiefland (华北平原,  Huáběi píngyuán, auch 黄淮海平原,  Huánghuáihǎi píngyuán genannt) befindet sich am Unterlauf des Gelben Flusses im nördlichen Osten Chinas.
Sie ist mit der Ebene am Mittel- und Unterlauf des Jangtsekiang verbunden und erstreckt sich über das Gebiet der Städte Peking und Tianjin sowie der Provinzen Hebei, Shandong, Henan, Anhui und Jiangsu: vom Taihang-Gebirge (太行山) und Funiu-Gebirge (伏牛山) (das zum West-Henan-Bergland (Yuxi Shandi) gehört) im Westen bis zu den Küsten des Gelben Meeres und des Bohai-Meeres (Bo Hai) und dem  Shandong-Hügelgebiet (山东丘陵) im Osten sowie vom Yanshan-Gebirge (燕山) im Norden bis zum Tongbai-Gebirge (铜柏山) und Dabie-Gebirge (大别山) im Südwesten und nach Nord-Jiangsu und Nord-Anhui im Südosten. Sie ist mit der Jianghuai-Ebene (江淮平原) in Jiangsu und Anhui verbunden.
Mit ihrer Fläche von ca. 310.000 Quadratkilometern ist sie die zweitgrößte Ebene der drei großen Ebenen Chinas.
Sie besteht hauptsächlich aus Anschwemmungen der Flüsse Gelber Fluss, Huai He, Hai He  und Luan He wird deswegen auch mit den Namen dieser Flüsse bezeichnet. Das Tiefland liegt meist niedriger als 50 Meter. Der Unterlauf des Gelben Flusses durchzieht ihren Mittelteil und teilt es in einen südlichen und einen nördlichen Teil: Der nördliche gehört zum Stromgebiet des Hai He und heißt Haihe-Ebene 海河平原 oder Hebei-Ebene; der südliche gehört zum Flussgebiet des Gelben Flusses und des Huai He und wird Huanghuai-Ebene (黄淮平原) genannt.
Die Nordchinesische Ebene ist sehr fruchtbar. Die Winter sind kalt, die Sommer heiß, Frühling und Herbst sind von kurzer Dauer. Sie ist ein wichtiges Landwirtschaftsgebiet. Haupterzeugnisse sind Weizen, Mais, Baumwolle, Erdnüsse und Tabak.
An Bodenschätzen gibt es Erdölvorkommen. An der Küste wird Salz gewonnen.
Wichtige Städte sind Peking, Jinan, Shijiazhuang, Tangshan, Tianjin, Xuzhou und Zhengzhou.